# Caroline Pizzala
Caroline Pizzala, née le 23 novembre 1987 à Marseille, est une footballeuse internationale française jouant au poste de milieu de terrain ayant évolué principalement au Paris Saint-Germain et à l'Olympique de Marseille.

## Biographie
Elle fait ses débuts dans le football en 1994 à Marseille Sud Roy d'Espagne puis elle rejoint successivement l'ASPTT Marseille et au Celtic de Marseille. Lors de la saison 2000-2001, Caroline Pizzala perd en finale de la Coupe fédérale féminine des moins de 13 ans avec l'ASPTT Marseille aux côtés de Véronique Pons. Les deux femmes se suivent ensuite à plusieurs reprises durant leur carrière. Avec le Celtic, elle effectuera son premier match avec l'équipe première lors de la saison 2003-2004, avant de partir pour la saison 2005/2006 pour le CNFE Clairefontaine et de revenir au Celtic de Marseille pour la saison 2006/2007. 
Elle rejoint ensuite le Paris Saint-Germain en 2007, y remporte en 2010 le Challenge de France et termine vice-championne de France à trois reprises.
Elle quitte le Paris Saint-Germain durant l'été 2014 pour rejoindre l'Olympique de Marseille. Elle devient ensuite capitaine de l'équipe féminine de l'OM. 
Joueuse internationale, elle est sélectionnée pour la première fois lors de Pays-Bas - France le 1er octobre 2007. Elle est retenue par Bruno Bini pour disputer la Coupe du monde 2011, où elle ne joue que quelques minutes contre la Suède.

## Palmarès
Paris Saint-Germain
- Vainqueur du Challenge de France en 2010
- Vice-championne de France en 2011, 2013 et 2014
- Finaliste de la Coupe de France en 2014

 Olympique de Marseille
- Championne de France de D2 en 2016
- Vice-championne de France de D2 en 2019

## Statistiques
| Saison                | Club                   | Championnat           | Championnat | Championnat | Coupe(s) nationale(s) | Coupe(s) nationale(s) | Compétition(s) continentale(s) | Compétition(s) continentale(s) | Compétition(s) continentale(s) | Total | Total |
| Saison                | Club                   | Division              | M.          | B.          | M.                    | B.                    | Comp.                          | M.                             | B.                             | M.    | B.    |
| 2003-2004             | Celtic de Marseille    | Division 3            | 1           | 1           |                       |                       | -                              | -                              | -                              | 1     | 1     |
| Sous-total            | Sous-total             | Sous-total            | 1           | 1           |                       |                       | -                              | -                              | -                              | 1     | 1     |
| 2005-2006             | CNFE Clairefontaine    | Division 1            | 22          | 0           | -                     | -                     | -                              | -                              | -                              | 22    | 0     |
| Sous-total            | Sous-total             | Sous-total            | 22          | 0           | -                     | -                     | -                              | -                              | -                              | 22    | 0     |
| 2006-2007             | Celtic de Marseille    | Division 2            | 12          | 3           |                       |                       | -                              | -                              | -                              | 12    | 3     |
| Sous-total            | Sous-total             | Sous-total            | 12          | 3           |                       |                       | -                              | -                              | -                              | 12    | 3     |
| 2007-2008             | Paris Saint-Germain    | Division 1            | 19          | 4           | 4                     | 0                     | -                              | -                              | -                              | 23    | 4     |
| 2008-2009             | Paris Saint-Germain    | Division 1            | 17          | 4           | 1                     | 0                     | -                              | -                              | -                              | 18    | 4     |
| 2009-2010             | Paris Saint-Germain    | Division 1            | 20          | 4           | 5                     | 4                     | -                              | -                              | -                              | 25    | 8     |
| 2010-2011             | Paris Saint-Germain    | Division 1            | 22          | 3           | 2                     | 1                     | -                              | -                              | -                              | 24    | 4     |
| 2011-2012             | Paris Saint-Germain    | Division 1            | 18          | 4           | 5                     | 6                     | C1                             | 4                              | 0                              | 27    | 10    |
| 2012-2013             | Paris Saint-Germain    | Division 1            | 14          | 0           | 5                     | 0                     | -                              | -                              | -                              | 19    | 0     |
| 2013-2014             | Paris Saint-Germain    | Division 1            | 17          | 1           | 5                     | 1                     | C1                             | 0                              | 0                              | 22    | 2     |
| Sous-total            | Sous-total             | Sous-total            | 127         | 20          | 27                    | 12                    | -                              | 4                              | 0                              | 158   | 32    |
| 2014-2015             | Olympique de Marseille | Division 2            | 21          | 6           | 4                     | 0                     | -                              | -                              | -                              | 25    | 6     |
| 2015-2016             | Olympique de Marseille | Division 2            | 22          | 8           |                       |                       | -                              | -                              | -                              | 22    | 8     |
| 2016-2017             | Olympique de Marseille | Division 1            | 19          | 4           | 1                     | 0                     | -                              | -                              | -                              | 20    | 4     |
| 2017-2018             | Olympique de Marseille | Division 1            | 21          | 1           | 3                     | 0                     | -                              | -                              | -                              | 24    | 1     |
| 2018-2019             | Olympique de Marseille | Division 2            | 24          | 7           | 1                     | 0                     | -                              | -                              | -                              | 25    | 7     |
| 2019-2020             | Olympique de Marseille | Division 1            | 16          | 2           | 1                     | 0                     | -                              | -                              | -                              | 17    | 2     |
| Sous-total            | Sous-total             | Sous-total            | 123         | 28          | 10                    | 0                     | -                              | 8                              | 0                              | 141   | 28    |
| Total sur la carrière | Total sur la carrière  | Total sur la carrière | 285         | 52          | 37                    | 12                    | -                              | 20                             | 1                              | 342   | 65    |